# Priorado de Newstead
O Priorado de Newstead foi um priorado em Lincolnshire, Inglaterra, entre Stamford e Uffington.
Foi fundado como um hospital no final do século XII e tornou-se uma casa dos cónegos agostinianos durante ou antes de 1226. Newstead Priory ficava às margens do rio Gwash, a meio caminho entre Stamford e Uffington e próximo ao moinho de água.